# Autipas
De autipas is een door de Nederlandse Vereniging voor Autisme uitgegeven pasje waarmee iemand kan aangeven autistisch te zijn oftewel een autismespectrumstoornis te hebben. De pas zit in een hoesje met daarop informatie over autisme. Omdat de symptomen van autisme niet bij iedereen gelijk zijn, kan men op de pas aanvinken welke er van toepassing zijn op de pashouder. 
De pas is ontwikkeld door het AutismeFonds, het Landelijk Netwerk Autisme en de Nederlandse Vereniging voor Autisme naar Engels voorbeeld.
Het pasje kan helpen wanneer iemand die autistisch is het moeilijk vindt om uit te leggen wat autisme precies is of in aanraking komt met instanties. Ook kan het pasje helpen om de huiver om de straat op te gaan weg te nemen. De pas is in Nederland ingevoerd nadat in maart 2007 een vliegtuigspotter met autisme op Schiphol door de marechaussee werd aangesproken en hij weigerde zijn naam te noemen. De vliegtuigspotter rende in paniek weg en werd uiteindelijk geboeid afgevoerd en belandde overstuur in een politiecel. Als hij een autipas had kunnen laten zien was dit incident mogelijk niet zo uit de hand gelopen.
De autipas kan ook gebruikt worden bij een bezoek aan een (toeristische) attractie. Veel mensen met autisme hebben namelijk problemen met wachten in een wachtrij. Dat kan het bezoeken van een pretpark, museum of dierentuin moeilijk maken, met name op drukke dagen. Veel dagattracties bieden hier uitkomsten voor, zoals niet te hoeven wachten in de wachtrij of speciale aanbiedingen.

## Autismepaspoort
Een autismepaspoort is veel uitvoeriger dan een autipas. Het is een document met de omvang van twee A4-pagina's en brengt de persoonlijke ondersteuningsbehoeften van een persoon met autisme in kaart. Deze informatie is bedoeld om een werkgever, leerkracht, zorgverlener of andere professional in te lichten over iemands specifieke behoeftes in bepaalde situaties.